# Kommunalwahlen in Namibia 1992
Die Kommunalwahlen in Namibia 1992 fanden vom 30. November bis 3. Dezember 1992 zusammen mit den Regionalratswahlen statt. Es waren die ersten Kommunalwahlen seit der Unabhängigkeit Namibias 1990. EISA bezeichnete den Wahlverlauf als „glatt“ mit nur leichten „Problemchen“ (englisch hiccups).
156.795 Wähler registrierten sich für die Wahl. Die Wahlbeteiligung betrug 82,33 %.

## Wahlergebnisse
- SWAPO: 194
- DTA: 119
- UDF: 23
- SWANU: 1
- Sonst.: 1

### Arandis
| Partei    | Stimmen | Stimmenanteil | Sitze |
| --------- | ------- | ------------- | ----- |
| SWAPO     | 1053    | 84,5 %        | 6     |
| UDF       | 122     | 9,8 %         | 1     |
| DTA       | 52      | 4,2 %         | 0     |
| SWANU     | 14      | 1,1 %         | 0     |
| ungültig  | 5       | 0,4 %         |       |
| Insgesamt | 1246    | 100 %         | 7     |

### Aranos
| Partei    | Stimmen | Stimmenanteil | Sitze |
| --------- | ------- | ------------- | ----- |
| DTA       | 611     | 58,2 %        | 4     |
| SWAPO     | 415     | 39,5 %        | 3     |
| ungültig  | 24      | 2,3 %         |       |
| Insgesamt | 1050    | 100 %         | 7     |

### Ariamsvlei
| Partei    | Stimmen | Stimmenanteil | Sitze |
| --------- | ------- | ------------- | ----- |
| SWAPO     | 70      | 57,4 %        | 4     |
| DTA       | 48      | 39,3 %        | 3     |
| ungültig  | 4       | 3,3 %         |       |
| Insgesamt | 122     | 100 %         | 7     |

### Aus
| Partei    | Stimmen | Stimmenanteil | Sitze |
| --------- | ------- | ------------- | ----- |
| SWAPO     | 170     | 54,1 %        | 4     |
| DTA       | 130     | 41,4 %        | 3     |
| ungültig  | 14      | 4,5 %         |       |
| Insgesamt | 314     | 100 %         | 7     |

### Berseba
| Partei    | Stimmen | Stimmenanteil | Sitze |
| --------- | ------- | ------------- | ----- |
| SWAPO     | 355     | 59,3 %        | 4     |
| DTA       | 234     | 39,1 %        | 3     |
| ungültig  | 10      | 1,7 %         |       |
| Insgesamt | 599     | 100 %         | 7     |

### Bethanie
| Partei    | Stimmen | Stimmenanteil | Sitze |
| --------- | ------- | ------------- | ----- |
| SWAPO     | 427     | 55,0 %        | 4     |
| DTA       | 327     | 42,1 %        | 3     |
| ungültig  | 22      | 2,8 %         |       |
| Insgesamt | 776     | 100 %         | 7     |

### Gibeon
| Partei    | Stimmen | Stimmenanteil | Sitze |
| --------- | ------- | ------------- | ----- |
| SWAPO     | 635     | 53,3 %        | 4     |
| DTA       | 483     | 40,5 %        | 3     |
| UDF       | 60      | 5,0 %         | 0     |
| ungültig  | 14      | 1,2 %         |       |
| Insgesamt | 1192    | 100 %         | 7     |

### Gobabis
| Partei    | Stimmen | Stimmenanteil | Sitze |
| --------- | ------- | ------------- | ----- |
| SWAPO     | 1398    | 51,7 %        | 4     |
| DTA       | 1178    | 43,6 %        | 3     |
| SWANU     | 51      | 1,9 %         | 0     |
| UDF       | 44      | 1,6 %         | 0     |
| ungültig  | 32      | 1,2 %         |       |
| Insgesamt | 2703    | 100 %         | 7     |

### Gochas
| Partei    | Stimmen | Stimmenanteil | Sitze |
| --------- | ------- | ------------- | ----- |
| SWAPO     | 245     | 59,5 %        | 4     |
| DTA       | 153     | 37,1 %        | 3     |
| ungültig  | 14      | 3,4 %         |       |
| Insgesamt | 412     | 100 %         | 7     |

### Grootfontein
| Partei    | Stimmen | Stimmenanteil | Sitze |
| --------- | ------- | ------------- | ----- |
| SWAPO     | 2732    | 62,3 %        | 5     |
| DTA       | 1392    | 31,7 %        | 2     |
| UDF       | 216     | 4,9 %         | 0     |
| ungültig  | 46      | 1,1 %         |       |
| Insgesamt | 4386    | 100 %         | 7     |

### Grünau
| Partei    | Stimmen | Stimmenanteil | Sitze |
| --------- | ------- | ------------- | ----- |
| SWAPO     | 95      | 49,7 %        | 4     |
| DTA       | 92      | 48,2 %        | 3     |
| ungültig  | 4       | 2,1 %         |       |
| Insgesamt | 191     | 100 %         | 7     |

### Henties Bay
| Partei    | Stimmen | Stimmenanteil | Sitze |
| --------- | ------- | ------------- | ----- |
| SWAPO     | 365     | 54,6 %        | 4     |
| DTA       | 302     | 45,2 %        | 3     |
| ungültig  | 1       | 0,1 %         |       |
| Insgesamt | 668     | 100 %         | 7     |

### Kalkfeld
| Partei    | Stimmen | Stimmenanteil | Sitze |
| --------- | ------- | ------------- | ----- |
| DTA       | 245     | 62,7 %        | 4     |
| SWAPO     | 91      | 23,3 %        | 2     |
| UDF       | 43      | 10,9 %        | 1     |
| ungültig  | 12      | 3,1 %         |       |
| Insgesamt | 391     | 100 %         | 7     |

### Kalkrand
| Partei    | Stimmen | Stimmenanteil | Sitze |
| --------- | ------- | ------------- | ----- |
| DTA       | 293     | 64,3 %        | 5     |
| SWAPO     | 148     | 32,5 %        | 2     |
| ungültig  | 15      | 3,3 %         |       |
| Insgesamt | 456     | 100 %         | 7     |

### Kamanjab
| Partei    | Stimmen | Stimmenanteil | Sitze |
| --------- | ------- | ------------- | ----- |
| SWAPO     | 128     | 66,7 %        | 5     |
| DTA       | 52      | 27,1 %        | 2     |
| ungültig  | 12      | 6,3 %         |       |
| Insgesamt | 192     | 100 %         | 7     |

### Karasburg
| Partei    | Stimmen | Stimmenanteil | Sitze |
| --------- | ------- | ------------- | ----- |
| SWAPO     | 757     | 47,8 %        | 3     |
| DTA       | 629     | 39,7 %        | 3     |
| UDF       | 169     | 10,7 %        | 1     |
| ungültig  | 30      | 1,9 %         |       |
| Insgesamt | 1585    | 100 %         | 7     |

### Karibib
| Partei    | Stimmen | Stimmenanteil | Sitze |
| --------- | ------- | ------------- | ----- |
| SWAPO     | 919     | 62,5 %        | 4     |
| UDF       | 303     | 20,6 %        | 2     |
| DTA       | 222     | 15,1 %        | 1     |
| ungültig  | 26      | 1,8 %         |       |
| Insgesamt | 1470    | 100 %         | 7     |

### Katima Mulilo
| Partei    | Stimmen | Stimmenanteil | Sitze |
| --------- | ------- | ------------- | ----- |
| DTA       | 964     | 51,3 %        | 4     |
| SWAPO     | 854     | 45,4 %        | 3     |
| NPF       | 32      | 1,7 %         | 0     |
| UDF       | 19      | 1,0 %         | 0     |
| ungültig  | 11      | 0,6 %         |       |
| Insgesamt | 1880    | 100 %         | 7     |

### Keetmanshoop
| Partei    | Stimmen | Stimmenanteil | Sitze |
| --------- | ------- | ------------- | ----- |
| SWAPO     | 2423    | 46,5 %        | 3     |
| DTA       | 2276    | 43,7 %        | 3     |
| UDF       | 292     | 5,6 %         | 1     |
| SWANU     | 169     | 3,2 %         | 0     |
| ungültig  | 52      | 1,0 %         |       |
| Insgesamt | 5212    | 100 %         | 7     |

### Khorixas
| Partei    | Stimmen | Stimmenanteil | Sitze |
| --------- | ------- | ------------- | ----- |
| UDF       | 1392    | 60,3 %        | 4     |
| SWAPO     | 547     | 23,7 %        | 2     |
| DTA       | 349     | 15,1 %        | 1     |
| ungültig  | 19      | 0,8 %         |       |
| Insgesamt | 2307    | 100 %         | 7     |

### Koës
| Partei    | Stimmen | Stimmenanteil | Sitze |
| --------- | ------- | ------------- | ----- |
| DTA       | 268     | 66,7 %        | 5     |
| SWAPO     | 89      | 22,1 %        | 1     |
| SWANU     | 40      | 9,9 %         | 1     |
| ungültig  | 5       | 1,2 %         |       |
| Insgesamt | 402     | 100 %         | 7     |

### Leonardville
| Partei    | Stimmen | Stimmenanteil | Sitze |
| --------- | ------- | ------------- | ----- |
| SWAPO     | 206     | 76,3 %        | 5     |
| DTA       | 63      | 23,3 %        | 2     |
| ungültig  | 1       | 0,4 %         |       |
| Insgesamt | 270     | 100 %         | 7     |

### Lüderitz
| Partei    | Stimmen | Stimmenanteil | Sitze |
| --------- | ------- | ------------- | ----- |
| SWAPO     | 2626    | 78,9 %        | 6     |
| DTA       | 659     | 19,8 %        | 1     |
| ungültig  | 44      | 1,3 %         |       |
| Insgesamt | 3329    | 100 %         | 7     |

### Maltahöhe
| Partei    | Stimmen | Stimmenanteil | Sitze |
| --------- | ------- | ------------- | ----- |
| SWAPO     | 702     | 79,1 %        | 6     |
| DTA       | 168     | 18,9 %        | 1     |
| ungültig  | 18      | 2,0 %         |       |
| Insgesamt | 888     | 100 %         | 7     |

### Mariental
| Partei                                | Stimmen | Stimmenanteil | Sitze |
| ------------------------------------- | ------- | ------------- | ----- |
| SWAPO                                 | 1579    | 51,9 %        | 4     |
| DTA                                   | 1181    | 38,8 %        | 3     |
| UDF                                   | 129     | 4,2 %         | 0     |
| Local Community Association Mariental | 98      | 3,2 %         | 0     |
| ungültig                              | 53      | 1,7 %         |       |
| Insgesamt                             | 3040    | 100 %         | 7     |

### Noordoewer
| Partei    | Stimmen | Stimmenanteil | Sitze |
| --------- | ------- | ------------- | ----- |
| SWAPO     | 154     | 80,2 %        | 6     |
| DTA       | 30      | 15,6 %        | 1     |
| ungültig  | 8       | 4,2 %         |       |
| Insgesamt | 192     | 100 %         | 7     |

### Okahandja
| Partei    | Stimmen | Stimmenanteil | Sitze |
| --------- | ------- | ------------- | ----- |
| SWAPO     | 1954    | 54,9 %        | 4     |
| DTA       | 1207    | 33,9 %        | 3     |
| UDF       | 301     | 8,5 %         | 0     |
| NPF       | 49      | 1,4 %         | 0     |
| ungültig  | 48      | 1,3 %         |       |
| Insgesamt | 3559    | 100 %         | 7     |

### Okakarara
| Partei    | Stimmen | Stimmenanteil | Sitze |
| --------- | ------- | ------------- | ----- |
| DTA       | 949     | 72,1 %        | 5     |
| SWAPO     | 295     | 22,4 %        | 2     |
| SWANU     | 61      | 4,6 %         | 0     |
| ungültig  | 12      | 0,9 %         |       |
| Insgesamt | 1317    | 100 %         | 7     |

### Omaruru
| Partei    | Stimmen | Stimmenanteil | Sitze |
| --------- | ------- | ------------- | ----- |
| SWAPO     | 961     | 58,2 %        | 4     |
| DTA       | 668     | 40,4 %        | 3     |
| ungültig  | 23      | 1,4 %         |       |
| Insgesamt | 1652    | 100 %         | 7     |

### Ondangwa
| Partei    | Stimmen | Stimmenanteil | Sitze |
| --------- | ------- | ------------- | ----- |
| SWAPO     | 962     | 83,1 %        | 6     |
| DTA       | 179     | 15,5 %        | 1     |
| ungültig  | 17      | 1,5 %         |       |
| Insgesamt | 1158    | 100 %         | 7     |

### Ongwediva
| Partei    | Stimmen | Stimmenanteil | Sitze |
| --------- | ------- | ------------- | ----- |
| SWAPO     | 1756    | 94,0 %        | 7     |
| DTA       | 97      | 5,2 %         | 0     |
| ungültig  | 15      | 0,8 %         |       |
| Insgesamt | 1868    | 100 %         | 7     |

### Opuwo
| Partei    | Stimmen | Stimmenanteil | Sitze |
| --------- | ------- | ------------- | ----- |
| SWAPO     | 703     | 49,6 %        | 4     |
| DTA       | 575     | 40,6 %        | 3     |
| SWANU     | 38      | 2,7 %         | 0     |
| ungültig  | 100     | 7,1 %         |       |
| Insgesamt | 1416    | 100 %         | 7     |

### Oshakati
| Partei    | Stimmen | Stimmenanteil | Sitze |
| --------- | ------- | ------------- | ----- |
| SWAPO     | 4467    | 91,7 %        | 6     |
| DTA       | 372     | 7,6 %         | 1     |
| ungültig  | 31      | 0,6 %         |       |
| Insgesamt | 4870    | 100 %         | 7     |

### Otavi
| Partei    | Stimmen | Stimmenanteil | Sitze |
| --------- | ------- | ------------- | ----- |
| SWAPO     | 1140    | 65,1 %        | 5     |
| DTA       | 400     | 22,9 %        | 2     |
| UDF       | 153     | 8,7 %         | 0     |
| ungültig  | 57      | 3,3 %         |       |
| Insgesamt | 1750    | 100 %         | 7     |

### Otjiwarongo
| Partei    | Stimmen | Stimmenanteil | Sitze |
| --------- | ------- | ------------- | ----- |
| SWAPO     | 2466    | 48,7 %        | 4     |
| DTA       | 1549    | 30,6 %        | 2     |
| UDF       | 888     | 17,6 %        | 1     |
| SWANU     | 102     | 2,0 %         | 0     |
| ungültig  | 54      | 1,1 %         |       |
| Insgesamt | 5059    | 100 %         | 7     |

### Outjo
| Partei    | Stimmen | Stimmenanteil | Sitze |
| --------- | ------- | ------------- | ----- |
| SWAPO     | 752     | 46,6 %        | 3     |
| DTA       | 423     | 26,3 %        | 2     |
| UDF       | 416     | 25,8 %        | 2     |
| ungültig  | 24      | 1,5 %         |       |
| Insgesamt | 1615    | 100 %         | 7     |

### Rehoboth
| Partei    | Stimmen | Stimmenanteil | Sitze |
| --------- | ------- | ------------- | ----- |
| DTA       | 2702    | 54,9 %        | 4     |
| SWAPO     | 1817    | 36,9 %        | 3     |
| SWANU     | 293     | 5,9 %         | 0     |
| ungültig  | 106     | 2,2 %         |       |
| Insgesamt | 4918    | 100 %         | 7     |

### Rundu
| Partei    | Stimmen | Stimmenanteil | Sitze |
| --------- | ------- | ------------- | ----- |
| SWAPO     | 4234    | 73,7 %        | 5     |
| DTA       | 1354    | 23,6 %        | 2     |
| ungültig  | 159     | 2,8 %         |       |
| Insgesamt | 5747    | 100 %         | 7     |

### Stampriet
| Partei    | Stimmen | Stimmenanteil | Sitze |
| --------- | ------- | ------------- | ----- |
| SWAPO     | 222     | 66,5 %        | 5     |
| DTA       | 95      | 28,4 %        | 2     |
| ungültig  | 17      | 5,1 %         |       |
| Insgesamt | 334     | 100 %         | 7     |

### Swakopmund
| Partei                           | Stimmen | Stimmenanteil | Sitze |
| -------------------------------- | ------- | ------------- | ----- |
| SWAPO                            | 4079    | 59,1 %        | 4     |
| DTA                              | 1750    | 25,3 %        | 2     |
| Swakopmund Residents Association | 597     | 8,6 %         | 1     |
| SWANU                            | 388     | 5,6 %         | 0     |
| ungültig                         | 90      | 1,3 %         |       |
| Insgesamt                        | 6904    | 100 %         | 7     |

### Tses
| Partei    | Stimmen | Stimmenanteil | Sitze |
| --------- | ------- | ------------- | ----- |
| DTA       | 158     | 45,3 %        | 3     |
| SWAPO     | 148     | 42,4 %        | 3     |
| UDF       | 29      | 8,3 %         | 1     |
| ungültig  | 14      | 4,0 %         |       |
| Insgesamt | 349     | 100 %         | 7     |

### Tsumeb
| Partei    | Stimmen | Stimmenanteil | Sitze |
| --------- | ------- | ------------- | ----- |
| SWAPO     | 4367    | 72,2 %        | 5     |
| DTA       | 1196    | 19,8 %        | 2     |
| UDF       | 341     | 5,6 %         | 0     |
| SWANU     | 38      | 0,6 %         | 0     |
| ungültig  | 108     | 1,8 %         |       |
| Insgesamt | 6050    | 100 %         | 7     |

### Uis
| Partei    | Stimmen | Stimmenanteil | Sitze |
| --------- | ------- | ------------- | ----- |
| UDF       | 402     | 75,7 %        | 5     |
| SWAPO     | 77      | 14,5 %        | 1     |
| DTA       | 46      | 8,7 %         | 1     |
| ungültig  | 6       | 1,1 %         |       |
| Insgesamt | 531     | 100 %         | 7     |

### Usakos
| Partei    | Stimmen | Stimmenanteil | Sitze |
| --------- | ------- | ------------- | ----- |
| SWAPO     | 529     | 41,9 %        | 3     |
| UDF       | 407     | 32,3 %        | 2     |
| DTA       | 307     | 24,3 %        | 2     |
| ungültig  | 18      | 1,4 %         |       |
| Insgesamt | 1261    | 100 %         | 7     |

### Witvlei
| Partei    | Stimmen | Stimmenanteil | Sitze |
| --------- | ------- | ------------- | ----- |
| SWAPO     | 112     | 47,5 %        | 3     |
| DTA       | 96      | 40,7 %        | 3     |
| UDF       | 27      | 11,4 %        | 1     |
| ungültig  | 1       | 0,4 %         |       |
| Insgesamt | 236     | 100 %         | 7     |

### Warmbad
| Partei    | Stimmen | Stimmenanteil | Sitze |
| --------- | ------- | ------------- | ----- |
| DTA       | 19      | 59,4 %        | 4     |
| SWAPO     | 13      | 40,6 %        | 3     |
| ungültig  | 0       | 0,0 %         |       |
| Insgesamt | 32      | 100 %         | 7     |

### Windhoek
| Partei    | Stimmen | Stimmenanteil | Sitze |
| --------- | ------- | ------------- | ----- |
| SWAPO     | 23.316  | 54,8 %        | 7     |
| DTA       | 15.420  | 36,2 %        | 4     |
| UDF       | 1720    | 4,0 %         | 1     |
| LCA       | 821     | 1,9 %         | 0     |
| SWANU     | 684     | 1,6 %         | 0     |
| WRP       | 115     | 0,3 %         | 0     |
| ungültig  | 490     | 1,2 %         |       |
| Insgesamt | 42.566  | 100 %         | 12    |